# Xochitlán de las Flores
Xochitlán de las Flores es una localidad de México localizada en el municipio de Tula de Allende en el estado de Hidalgo.

## Toponimia
Del náhuatl, Xochitl, flor o jardín, tla, lugar. Lugar de flores o jardín.

## Geografía
Se encuentra en la región geográfica del Valle del Mezquital. Le corresponden las coordenadas geográficas 20° 03’ 13.073” de latitud norte y 99° 25’ 22.585” de longitud oeste, con una altitud de 2265 m s. n. m. Cuenta con un clima templado subhúmedo con lluvias en verano, de humedad media.
En cuanto a fisiografía se encuentra en la provincia de la Eje Neovolcánico, dentro de la subprovincia de subprovincia de Llanuras y Sierras de Querétaro e Hidalgo; su terreno es de lomerío. En lo que respecta a la hidrografía se encuentra posicionado en la región del Pánuco, dentro de la cuenca del río Moctezuma, en la subcuenca del río Rosas.

## Demografía
En 2020 registró una población de 1773 personas, lo que corresponde al 1.54 % de la población municipal. De los cuales 847 son hombres y 926 son mujeres.
| Gráfica de evolución demográfica de Xochitlán de las Flores entre 1900 y 2020                |
|                                                                                              |
| Población de los censos y conteos del Instituto Nacional de Estadística y Geografía (INEGI). |